# أوكان ديريسي
أوكان ديريسي (16 أبريل 1993 بغيسن في ألمانيا - ) هو لاعب كرة قدم ألماني وتركي في مركز الوسط. شارك مع منتخب تركيا الوطني لكرة القدم تحت 15 سنة ومنتخب ألمانيا تحت 17 سنة لكرة القدم ومنتخب تركيا تحت 17 سنة لكرة القدم ومنتخب تركيا تحت 18 سنة لكرة القدم ومنتخب تركيا تحت 19 سنة لكرة القدم. أما مع النوادي، فقد لعب مع غلطة سراي وقونيا سبور وFC Rot-Weiß Erfurt ‏ وKırklarelispor ‏ وGalatasaray A2 ‏ ونادي غلطة سراي ‏ وقونية سبور 1922.

## وصلات خارجية
- أوكان ديريسي على موقع الاتحاد الأوربي (الإنجليزية)
- أوكان ديريسي على موقع اتحاد تركيا (لاعب) (الإنجليزية)
- أوكان ديريسي على موقع قاعدة بيانات كرة القدم.إي يو (الإنجليزية)
- أوكان ديريسي على موقع بيانات كرة القدم. دي إي (الألمانية)
- أوكان ديريسي على موقع Soccerway.com (الإنجليزية)
- أوكان ديريسي على موقع عالم كرة القدم.نت (الإنجليزية)
- أوكان ديريسي على موقع AS.com (الإسبانية)